# Monochamus similis
Monochamus similis är en skalbaggsart som beskrevs av Stefan von Breuning 1938. Monochamus similis ingår i släktet Monochamus och familjen långhorningar.
Artens utbredningsområde är Gabon. Inga underarter finns listade i Catalogue of Life.